# L'Uomo Vogue
L'Uomo Vogue è una rivista di moda creata da Flavio Lucchini nel 1967 come allegato a Vogue Italia. È il primo magazine di moda maschile di Condé Nast ed è stato l'unico fino alla fondazione negli Stati Uniti di Men's Vogue nel settembre 2005. L'Uomo Vogue è stato il primo periodico ad interessarsi di moda maschile sostenendo il concetto di prêt-à-porter in un periodo un cui la moda maschile era ancora legata al classico. Il successo è arrivato a partire dagli anni 1980 aprendo la strada alle altre edizioni estere che ne sono seguite. 
Sulla copertina de L'Uomo Vogue sono apparse molte icone maschili della moda come Michael Jackson, Elton John, Giorgio Armani, Brad Pitt, Hugh Jackman, Ewan McGregor, e River Phoenix. Molti fotografi di spicco come Herb Ritts, Oliviero Toscani, Helmut Newton, Steven Meisel, Horst P Horst, Mario Testino, Ugo Mulas, Bruce Weber e Steven Klein hanno lavorato per L'Uomo Vogue.

Al contrario della rivista femminile, che esce a inizio mese, L'Uomo Vogue viene pubblicato durante la seconda settimana del mese. Tra i modelli maschili più famosi al mondo sono apparsi David Gandy, Simon Nessman, Sean O'Pry, Marlon Teixeira

## Storia
Il primo numero viene lanciato a settembre. Sulla scia della contestazione giovanile, esplosa con la musica dei Beatles, L'uomo Vogue si faceva portavoce di nuovi stili e tendenze, in antitesi alla lunga ed obsoleta tradizione sartoriale italiana, attingendo allo stile militare, al workwear e alla moda sovversiva del neonato movimento hippy. Ed è proprio a Londra che la testata guardava come fucina inarrestabile di nuove ed inusitate idee provenienti dalle sottoculture urbane: dalle strade della capitale inglese infatti stavano emergendo in quegli anni, stilisti di spicco come Ossie Clark, Mary Quant, Biba etc. che poi fecero storia.
Ben presto la rivista sentì il bisogno di mettere in rilievo anche il lato "socio-culturale" della sua ricerca estetica e reclamò il contributo di alcuni sociologi e intellettuali come Francesco Alberoni, per analizzare in maniera più profonda i mutamenti culturali giovanili che stavano influenzando inesorabilmente l'intero costume.

## Chiusura e riapertura
Nel luglio 2017, la casa editrice ha dato annuncio della prossima imminente chiusura della testata, assieme ad altre del gruppo, annunciando un piano di ristrutturazione. Ed è così che dopo 50 lunghi anni dalla sua prima pubblicazione che Condè Nast America annuncia la chiusura di ben quattro testate appartenenti alla galassia Vogue, tra cui la rivista che aveva cambiato le sorti della moda maschile in Italia facendosi manifesto di quel cambiamento sociale profilatosi nel mondo alla fine degli anni Sessanta.
Nel giugno 2018 il direttore Emanuele Farneti, durante le sfilate di Pitti Uomo, annuncia la riapertura della testata. Da allora la rivista ha pubblicazione trimestrale, non più mensile.  
La rivista ha poi chiuso nuovamente nel dicembre 2021.

## Direttori
La rivista, nella sua storia, ha avuto i seguenti direttori: 
- Franco Sartori (1967 - 1976),
- Flavio Lucchini (1976 - 1979),
- Cristina Brigidini (1979 - 1992),
- Aldo Premoli (1992 - 2000),
- Anna Dello Russo (2000 - 2006)[7],
- Franca Sozzani (2006 - 2016)[8],
- Emanuele Farneti (2017 [9][10] - luglio 2021)[11]

## Edizioni estere
La rivista maschile di Vogue è presente in altri paesi del mondo. In particolare:
- Men's Vogue (Stati Uniti; prima edizione settembre 2005 ed integrato in Vogue dal 2008)
- Vogue Hommes International (Francia; pubblicato semestralmente nelle edizioni Autunno/Inverno e Primavera/Estate)
- Vogue Hommes Japan (Giappone; prima edizione settembre 2008, soppresso nel 2012 e rilanciato nel 2013 sotto forma di GQ Style)
- Vogue Hombre (Messico; supplementi semestrali di novembre e giugno)
- Vogue Men (Turchia; prima edizione giugno 2012)
- Vogue Man (India; prima edizione maggio 2008, soppresso e rilanciato sotto forma di GQ India)
- Men's Vogue China (Cina; prima edizione aprile 2008, soppresso nel 2012)
- Vogue Homem (Brasile; prima edizione maggio 2006, soppresso nel 2011 e rilanciato sotto forma di GQ Brazil)